# في إندونيسيا (كتاب)
في أندونيسيا كتاب للعلامة السوري الدمشقي علي الطنطاوي، يقع هذا الكتاب في مئتي صفحة من القَطْع المعتاد (17×24)، وقد نُشر سنة 1960، وفيه مقالات وأحاديث نشرها علي الطنطاوي أو أذاعها بعد عودته من رحلته في سنة 1954، وهي الرحلة التي أعقبت المؤتمر الإسلامي الكبير الذي عُقد في القدس سنة 1954 لنصرة فلسطين.

## نبذة
قال المؤلف في مقدمة الطبعة الأولى للكتاب: «من ست سنين انعقد في القدس مؤتمر إسلامي للنظر في نكبة فلسطين وطريق العمل على نصرتها، وفدت عليه الوفود من بلاد الإسلام كلها، من مراكش إلى أندونيسيا، وكان» برلماناً شعبياً«مثّل كلَّ بلد فيه زعماؤه وكبار أهله. ورأى أعضاء المؤتمر القدس وما حلّ بها، وشاهدوا آثار المأساة وبقاياها؛ فتقاسموا على نذر أنفسهم للعمل لها. وانتخب المؤتمر لجاناً ثلاثاً، كانت إحداها لجنة للدعاية والإنعاش الروحي، شرّفني برياستها وكلفها أن تطوف العالم الإسلامي، تعرف بفلسطين وتدعو الناس لإمدادها بالمال. وكنا خمسة: اثنين من العراق؛ الشيخ الزهاوي والأستاذ الصواف، واثنين من الجزائر، وأنا. فاعتذر الجزائريان، ورجع الصواف مضطراً من كراتشي، فبقيت مع أستاذنا الجليل، بركة العصر، الشيخ أمجد الزهاوي. وكان علينا أن نجمع المال، ولكنا خفنا أن يقول الناس إننا سرقنا أو أخذنا لأنفسنا؛ فآثرنا السلامة، وجعلنا عملنا أن نشرح للناس قضية فلسطين ونصف لهم مأساتها ونعرض عليهم أدوارها، وأن نؤلف اللجان في كل بلد لتجمع هي المال لها وتبعثه مع أمناء منها».
وأمضى الوفد (أي أمجد الزهاوي وعلي الطنطاوي لا غير) في هذه الرحلة ثمانية أشهر طوّفا فيها في ربع المعمور من الأرض: الباكستان والهند وماليزيا وأندونيسيا. ثم عاد علي الطنطاوي ليحدث بما رآه ووعاه في أحاديثه الإذاعية الأسبوعية من دمشق، وكان أولها حديث بعنوان «أعود»، وفيه: «يا أصدقائي المستمعين، ها أنذا أعود إليكم بعدما غبت عنكم ثمانية أشهر جزعت فيها ربع محيط الأرض، وبلغت فيها أبعد المشرق، ووصلت فيها إلى ما لم يصل إليه ابن بطوطة. رأيت السند والهند، وجزت بورما وسيام، وزرت الملايو وسنغافورة، ورميت أبعد المرامي، آخر أندونيسيا، حيث لم يبقَ بيني وبين أستراليا إلا مرحلة واحدة بالطيارة».
ثم مضى يسرد أخبار الرحلة في عدد من الأحاديث أودع هذا الكتاب أكثرها، بالإضافة إلى مقالات فيها تلخيص لتاريخ أندونيسيا وتاريخ الإسلام فيها، وهي مقالات عظيمة القيمة جليلة المنفعة، وهذه عناوينها: «إسلام أندونيسيا» و«الحركة الإسلامية في أندونيسيا» و«استقلال أندونيسيا». ويلحق بها فصل طويل أكثره ليس من إنشاء المؤلف، بل هو قد اقتطفه من مصادر كثيرة وترك عبارته -كما قال- على ما كانت عليه، وعنوانه: «لمحات من تاريخ الدين والوطنية».

## وصلات خارجية
- موقع علي الطنطاوي
- صفحة الكتاب على goodreads.